# Beningafehn
Beningafehn ist ein Ortsteil der Gemeinde Hesel im Landkreis Leer in Ostfriesland. Obwohl es zu Hesel gehört, bildet es vom gesamten dörflichen Leben her und auch baulich eine Einheit mit der Gemeinde Neukamperfehn. Beispielsweise gehen die Beningafehntjer Grundschulkinder in Neukamperfehn zur Schule und die lutherischen sowie reformierten Christen aus Beningafehn gehören der Kirchengemeinde Stiekelkamperfehn an.

## Geschichte
Gegründet wurde Beningafehn 1772 in der Spätphase der Moorkolonisierung als Louwermans Vehn von dem Niederländer Arent Jan van Louwerman, der bereits Anteile am Neuefehn besaß und das Spetzerfehn angelegt hatte. Louwermann verkaufte das Louwermansfehn 1788 schließlich an Mitglieder der Familie Lantzius-Beninga. So erhielt es seinen heutigen Namen. Beningafehn ist eine Moorsiedlung. Anders als der Ortsname es vermuten lässt, ist es jedoch nie eine Fehnsiedlung im eigentlichen Sinne geworden, da keine Fehnkanäle (Wieken) das Dorf durchziehen.